# Go Ahead in het seizoen 1957/58
Het seizoen 1957/1958 was het vierde jaar in het bestaan van de Deventerse betaaldvoetbalclub Go Ahead. De club kwam uit in de Tweede divisie B en eindigde daarin op de derde plaats.

## Wedstrijdstatistieken

### Tweede divisie B
|       | Be Quick | Enschedese Boys | Heerenveen | Heracles | N.E.C. | Oldenzaal | Oosterparkers | PEC   | Rheden | Tubantia | Veendam | Velocitas | Zwartemeer | Zwolsche Boys |
| ----- | -------- | --------------- | ---------- | -------- | ------ | --------- | ------------- | ----- | ------ | -------- | ------- | --------- | ---------- | ------------- |
| Thuis | 1 – 1    | 1 – 1           | 1 – 2      | 3 – 2    | 4 – 2  | 3 – 2     | 4 – 0         | 4 – 2 | 4 – 0  | 1 – 1    | 6 – 2   | 2 – 1     | 6 – 1      | 5 – 1         |
| Uit   | 1 – 1    | 1 – 1           | 1 – 3      | 3 – 2    | 1 – 1  | 2 – 2     | 1 – 3         | 1 – 1 | 5 – 2  | 0 – 1    | 1 – 1   | 1 – 3     | 0 – 6      | 0 – 1         |

## Statistieken Go Ahead 1957/1958

### Eindstand Go Ahead in de Nederlandse Tweede divisie B 1957 / 1958
| Stand | Gespeeld | Gewonnen | Gelijk | Verloren | Punten | Doelpunten voor | Doelpunten tegen |
| ----- | -------- | -------- | ------ | -------- | ------ | --------------- | ---------------- |
| 3e    | 28       | 16       | 9      | 3        | 41     | 74              | 36               |

### Topscorers
| Tweede divisie \| # \| Naam \| \| \| -------------- \| ----------------- \| -- \| \| 1. \| Willy Mos \| 28 \| \| 2. \| Jan Groninger \| 14 \| \| 3. \| Henk van Brussel \| 9 \| \| 4. \| Joop Butter \| 6 \| \| 5. \| Dick Faber \| 4 \| \| 5. \| Henk Hendriks \| 4 \| \| 7. \| Jan ten Wolde \| 3 \| \| 8. \| Tonny Hulsegge \| 2 \| \| 8. \| Adrie Meulenbrug \| 2 \| \| 10. \| Dick van de Kuit \| 1 \| \| Eigen doelpunt \| \| \| \| – \| Wim Liet (Rheden) \| 1 \| \| Totaal \| Totaal \| 74 \| |                   |      |
| # | Naam              | Goal |
| 1. | Willy Mos         | 28   |
| 2. | Jan Groninger     | 14   |
| 3. | Henk van Brussel  | 9    |
| 4. | Joop Butter       | 6    |
| 5. | Dick Faber        | 4    |
| 5. | Henk Hendriks     | 4    |
| 7. | Jan ten Wolde     | 3    |
| 8. | Tonny Hulsegge    | 2    |
| 8. | Adrie Meulenbrug  | 2    |
| 10. | Dick van de Kuit  | 1    |
| Eigen doelpunt |                   |      |
| – | Wim Liet (Rheden) | 1    |
| Totaal | Totaal            | 74   |

### Punten per speelronde
| Speelronde | 1 | 2 | 3 | 4 | 5 | 6 | 7 | 8 | 9 | 10 | 11 | 12 | 13 | 14 | 15 | 16 | 17 | 18 | 19 | 20 | 21 | 22 | 23 | 24 | 25 | 26 | 27 | 28 |
| ---------- | - | - | - | - | - | - | - | - | - | -- | -- | -- | -- | -- | -- | -- | -- | -- | -- | -- | -- | -- | -- | -- | -- | -- | -- | -- |
| Punten     | 1 | 2 | 1 | 1 | 1 | 0 | 1 | 2 | 2 | 2  | 2  | 2  | 1  | 2  | 1  | 2  | 2  | 2  | 2  | 2  | 1  | 0  | 1  | 2  | 0  | 2  | 2  | 2  |

### Punten na speelronde
| Speelronde | 1 | 2 | 3 | 4 | 5 | 6 | 7 | 8 | 9  | 10 | 11 | 12 | 13 | 14 | 15 | 16 | 17 | 18 | 19 | 20 | 21 | 22 | 23 | 24 | 25 | 26 | 27 | 28 |
| ---------- | - | - | - | - | - | - | - | - | -- | -- | -- | -- | -- | -- | -- | -- | -- | -- | -- | -- | -- | -- | -- | -- | -- | -- | -- | -- |
| Punten     | 1 | 3 | 4 | 5 | 6 | 6 | 7 | 9 | 11 | 13 | 15 | 17 | 18 | 20 | 21 | 23 | 25 | 27 | 29 | 31 | 32 | 32 | 33 | 35 | 35 | 37 | 39 | 41 |

### Doelpunten per speelronde
| Speelronde | 1 | 2 | 3 | 4 | 5 | 6 | 7 | 8 | 9 | 10 | 11 | 12 | 13 | 14 | 15 | 16 | 17 | 18 | 19 | 20 | 21 | 22 | 23 | 24 | 25 | 26 | 27 | 28 | Totaal |
| ---------- | - | - | - | - | - | - | - | - | - | -- | -- | -- | -- | -- | -- | -- | -- | -- | -- | -- | -- | -- | -- | -- | -- | -- | -- | -- | ------ |
| Doelpunten | 1 | 5 | 1 | 1 | 2 | 1 | 1 | 3 | 4 | 6  | 4  | 4  | 1  | 2  | 1  | 1  | 4  | 2  | 3  | 3  | 1  | 2  | 1  | 6  | 2  | 3  | 6  | 3  | 74     |